# Ołeh Łużny
Ołeh Romanowycz Łużny, ukr. Олег Романович Лужний, ros. Олег Романович Лужный, Oleg Romanowicz Łużny (ur. 5 sierpnia 1968 we Lwowie, Ukraińska SRR) – ukraiński piłkarz, grający na pozycji obrońcy, wielokrotny kapitan Dynama Kijów i reprezentacji Ukrainy, reprezentant Związku Radzieckiego, trener piłkarski.

## Kariera piłkarska

### Kariera klubowa
Wychowanek szkółki piłkarskiej Karpat Lwów, zawodnikiem której był w latach 1976–1984. Następnie w latach 1985–1988 grał w Torpedo Łuck. W 1988 roku ponownie został zawodnikiem Karpat, gdzie grał przez rok. W 1989 roku przeszedł do drużyny Dynama Kijów. W czasie gry w drużynie ze stolicy Ukrainy osiągał swoje największe sukcesy. Z Dynamem święcił również sukcesy na arenie międzynarodowej – w sezonie 1997-98 dotarł z Dynamem do ćwierćfinału Ligi Mistrzów, rok później odpadł z tych rozgrywek dopiero w półfinale.
Latem 1999 roku Łużny opuścił klub z Kijowa i przeniósł się do Arsenalu. Tam również odniósł kilka sukcesów (mistrzostwo Anglii w 2002 roku, Puchar Anglii w 2002 i 2003 roku). Po czterech latach gry w drużynie Arsenalu odszedł do Wolverhampton Wanderers, jednak w tym klubie nie osiągnął żadnych sukcesów. Latem 2004 roku opuścił Anglię. W 2005 roku został grającym trenerem drużyny Venta Kuldiga (w tym samym czasie w tym klubie występował polski bramkarz Maciej Nalepa).

### Kariera reprezentacyjna
Łużny debiutował jeszcze w reprezentacji ZSRR w 1989 roku. Miał jechać na Mistrzostwa Świata w 1990 roku, jednak z udziału w tej imprezie wykluczyła go kontuzja. Po rozpadzie ZSRR zdecydował się reprezentować Ukrainę. Przez wiele lat był podporą obrony 'zbirnej' w której rozegrał 52 mecze (m.in. dwa spotkania z Polską w eliminacjach do Mistrzostw Świata 2002). W 38 spotkaniach pełnił funkcję kapitana reprezentacji. Mimo tego ze swoją reprezentacją nie zdołał awansować ani na mundial, ani na Mistrzostwa Europy.

## Kariera trenerska
Łużny w 2005 roku został grającym trenerem łotewskiego klubu Venta Kuldiga. Klub miał mocarstwowe plany, jednak po pewnym czasie zbankrutował, sponsor się wycofał, a Łużny opuścił Łotwę. Latem 2006 roku został asystentem Anatolija Demianenki w Dynamie Kijów, a od listopada do grudnia 2007 pełnił obowiązki głównego trenera Dynama. 1 października 2010 ponownie objął stanowisko pełniącego obowiązki. Na początku czerwca 2012 roku otrzymał propozycję prowadzenia Tawrii Symferopol, z którą pracował do 15 czerwca 2013. 22 stycznia 2016 został mianowany na stanowisko głównego trenera Karpat Lwów.

## Sukcesy i odznaczenia

### Sukcesy klubowe
- mistrz ZSRR: 1990
- zdobywca Pucharu ZSRR: 1990
- mistrz Ukrainy: 1993, 1994, 1995, 1996, 1997, 1998, 1999
- wicemistrz Ukrainy: 1992
- zdobywca Pucharu Ukrainy: 1993, 1996, 1998, 1999
- mistrz Anglii: 2002
- wicemistrz Anglii: 2000, 2001, 2003
- zdobywca Pucharu Anglii: 2002, 2003
- finalista Pucharu Anglii: 2001
- finalista Pucharu UEFA: 2000

### Sukcesy reprezentacyjne
- mistrz Europy U-21: 1990

### Sukcesy indywidualne
- wybrany do listy 11 najlepszych piłkarzy Ukrainy XX wieku według gazety "Ukraiński Futboł": 2000
- najlepszy beniaminek Wysszej Ligi ZSRR: 1990
- 3. miejsce w kwalifikacji Piłkarz roku na Ukrainie: 1998
- rekordzista w historii reprezentacji Ukrainy w roli kapitana: 39 meczów

### Odznaczenia
- tytuł Mistrza Sportu ZSRR: 1989
- tytuł Mistrza Sportu Klasy Międzynarodowej: 1991